# 6 Heures de Spa-Francorchamps
Les 6 Heures de Spa-Francorchamps, anciennement les 1 000 kilomètres de Spa sont une épreuve d'endurance réservée aux voitures de sport (ou sport-prototypes) et voitures grand tourisme (GT), qui se tient chaque année sur le tracé du circuit de Spa-Francorchamps en Belgique.
Après avoir longtemps été l'une des épreuves phare du championnat du monde des voitures de sport, puis une manche du championnat Le Mans Series, les 1 000 km de Spa intègrent en 2012 le nouveau Championnat du monde d'endurance FIA.

## Historique
Comme le Nürburgring en Allemagne, le circuit de Spa-Francorchamps est un haut-lieu de l'endurance, notamment avec les 24 Heures de Spa créées en 1924 et réservées aux voitures de tourisme et de GT.
En 1963 sont créées les 500 km de Spa, courues sur le circuit de 14 km et comptant pour le championnat du monde des voitures de sport (ou WSC). À partir de 1966, la course est courue sur une distance de 1 000 km, comme les 1 000 kilomètres du Nürburgring et les 1 000 kilomètres de Monza. La course est abandonnée après l'épreuve de 1975.
En 1978, en raison des problèmes de sécurité, Spa-Francorchamps abandonne le traditionnel circuit rapide de 14 km qui empruntait une large portion de routes publiques.
La course, avec une distance de 1 000 km, est reprise en 1982 après que le tracé eut été rendu plus sûr et sa longueur ramenée à 7 km. En 1989 et 1990, la distance est temporairement abaissée à 480 km en raison de l'utilisation générale de bloc-moteurs moins fiables, car dérivés de la Formule 1. Avec le déclin du championnat WSC des voitures de sport, les « 1 000 km » sont une nouvelle fois abandonnées après l’édition de 1990, avant même que ce championnat ne disparaisse.
En 2003 la course de 1 000 km est ressuscitée, puis elle intègre en 2004 le championnat Le Mans Series (LMS), la version européenne du championnat American Le Mans Series (ALMS).
En 2011, la course prend le format de 6 Heures, puis rejoint en 2012 le nouveau Championnat du monde d'endurance FIA.

## Circuit
Les 6 Heures de Spa-Francorchamps se déroulent sur le circuit de Spa-Francorchamps en Belgique, surnommé « Le toboggan des Ardennes », en raison de son important dénivelé et de la présence de nombreuses courbes rapides. Certains de ses virages sont célèbres, comme Eau Rouge, Pouhon ou encore Blanchimont. Les portions où les voitures sont à pleine charge de puissance sont nombreuses.
De par sa difficulté, et le fait qu'il accueille aussi depuis longtemps un Grand Prix de Formule 1 et les 24 Heures de Spa, ce circuit est particulièrement renommé et ancré dans l'histoire de la compétition automobile.

## Palmarès
| Année                                     | Pilotes                                           | Ecurie                                  | Voiture                                 | Temps                                   | Championnat                                                                            |
| Distance de 500 km - Circuit de 14,1 km   | Distance de 500 km - Circuit de 14,1 km           | Distance de 500 km - Circuit de 14,1 km | Distance de 500 km - Circuit de 14,1 km | Distance de 500 km - Circuit de 14,1 km | Distance de 500 km - Circuit de 14,1 km                                                |
| ----------------------------------------- | ------------------------------------------------- | --------------------------------------- | --------------------------------------- | --------------------------------------- | -------------------------------------------------------------------------------------- |
| 1963                                      | Willy Mairesse                                    | Écurie nationale belge                  | Ferrari 250 GTO                         | 2 h 38 min 40 s 800                     | Championnat du monde des voitures de sport 1963                                        |
| 1964                                      | Mike Parkes                                       | Maranello Concessionaires               | Ferrari 250 GTO                         | 2 h 32 min 05 s 200                     | Championnat du monde des voitures de sport 1964                                        |
| 1965                                      | Willy Mairesse                                    | Écurie Francorchamps                    | Ferrari 250 LM                          | 2 h 29 min 45 s 700                     | Championnat du monde des voitures de sport 1965                                        |
| Distance de 1 000 km - Circuit de 14,1 km |                                                   |                                         |                                         |                                         |                                                                                        |
| 1966                                      | Mike Parkes Ludovico Scarfiotti                   | SpA Ferrari SEFAC                       | Ferrari 330P3                           | 4 h 43 min 24 s 000                     | Championnat du monde des voitures de sport 1966                                        |
| 1967                                      | Dick Thompson Jacky Ickx                          | J.W. Automotive Engineering             | Mirage M1-Ford                          | 5 h 09 min 46 s 500                     | Championnat du monde des voitures de sport 1967                                        |
| 1968                                      | Brian Redman Jacky Ickx                           | John Wyer Automotive Engineering        | Ford GT40 Mk I                          | 5 h 05 min 19 s 300                     | Championnat du monde des voitures de sport 1968                                        |
| 1969                                      | Brian Redman Jo Siffert                           | Porsche System Engineering              | Porsche 908 LH                          | 4 h 24 min 19 s 600                     | Championnat du monde des voitures de sport 1969                                        |
| 1970                                      | Brian Redman Jo Siffert                           | John Wyer Automotive Engineering        | Porsche 917K                            | 4 h 09 min 47 s 800                     | Championnat du monde des voitures de sport 1970                                        |
| 1971                                      | Jackie Oliver Pedro Rodríguez                     | John Wyer Automotive Engineering        | Porsche 917K                            | 4 h 01 min 09 s 700                     | Championnat du monde des voitures de sport 1971                                        |
| 1972                                      | Brian Redman Arturo Merzario                      | SpA Ferrari SEFAC                       | Ferrari 312 PB                          | 4 h 17 min 19 s 100                     | Championnat du monde des voitures de sport 1972                                        |
| 1973                                      | Derek Bell Mike Hailwood                          | Gulf Research                           | Mirage M6-Ford                          | 4 h 05 min 43 s 500                     | Championnat du monde des voitures de sport 1973                                        |
| 1974                                      | Jacky Ickx Jean-Pierre Jarier                     | Équipe Gitanes                          | Matra Simca MS670C                      | 4 h 12 min 15 s 600                     | Championnat du monde des voitures de sport 1974                                        |
| 1975                                      | Henri Pescarolo Derek Bell                        | Willi Kauhsen Racing Team               | Alfa Romeo 33TT12                       | 3 h 32 min 58 s 400†                    | Championnat du monde des voitures de sport 1975                                        |
| 1976 à 1981                               | Pas de courses                                    | Pas de courses                          | Pas de courses                          | Pas de courses                          | Pas de courses                                                                         |
| Distance de 1 000 km - Circuit de 7 km    |                                                   |                                         |                                         |                                         |                                                                                        |
| 1982                                      | Jacky Ickx Jochen Mass                            | Rothmans Porsche                        | Porsche 956                             | 6 h 06 min 04 s 140                     | Championnat du monde des voitures de sport 1982                                        |
| 1983                                      | Jacky Ickx Jochen Mass                            | Rothmans Porsche                        | Porsche 956                             | 5 h 44 min 33 s 520                     | Championnat du monde des voitures de sport 1983                                        |
| 1984                                      | Stefan Bellof Derek Bell                          | Rothmans Porsche                        | Porsche 956                             | 5 h 53 min 17 s 190                     | Championnat du monde des voitures de sport 1984                                        |
| 1985                                      | Bob Wollek Mauro Baldi Riccardo Patrese           | Martini Racing                          | Lancia LC2                              | 5 h 00 min 23 s 420                     | Championnat du monde des voitures de sport 1985                                        |
| 1986                                      | Thierry Boutsen Frank Jelinski                    | Brun Motorsport                         | Porsche 962C                            | 5 h 35 min 54 s 540                     | Championnat du monde des voitures de sport 1986                                        |
| 1987                                      | Martin Brundle Johnny Dumfries Raul Boesel        | Silk Cut Jaguar                         | Jaguar XJR-8                            | 6 h 00 min 16 s 180                     | Championnat du monde des voitures de sport 1987                                        |
| 1988                                      | Mauro Baldi Stefan Johansson                      | Team Sauber Mercedes                    | Sauber C9-Mercedes                      | 6 h 01 min 34 s 230                     | Championnat du monde des voitures de sport 1988                                        |
| Distance de 480 km - Circuit de 7 km      |                                                   |                                         |                                         |                                         |                                                                                        |
| 1989                                      | Mauro Baldi Kenny Acheson                         | Team Sauber Mercedes                    | Sauber C9-Mercedes                      | 2 h 39 min 16 s 453                     | Championnat du monde des voitures de sport 1989                                        |
| 1990                                      | Jochen Mass Karl Wendlinger                       | Team Sauber Mercedes                    | Mercedes-Benz C11                       | 2 h 42 min 54 s 880                     | Championnat du monde des voitures de sport 1990                                        |
| 1991 à 2002                               | Pas de courses                                    | Pas de courses                          | Pas de courses                          | Pas de courses                          | Pas de courses                                                                         |
| Distance de 1 000 km - Circuit de 7 km    |                                                   |                                         |                                         |                                         |                                                                                        |
| 2003                                      | Tom Kristensen Seiji Ara                          | Audi Sport Japan                        | Audi R8                                 | 5 h 47 min 50 s 209                     | Championnat FIA des voitures de sport Championnat de Grande-Bretagne de Grand Tourisme |
| 2004                                      | Johnny Herbert Jamie Davies                       | Audi Sport UK Veloqx                    | Audi R8                                 | 5 h 58 min 55 s 262                     | Le Mans Series                                                                         |
| 2005                                      | John Nielsen Casper Elgaard Hayanari Shimoda      | Zytek Motorsport                        | Zytek 04S                               | 6 h 00 min 48 s 389                     | Le Mans Series                                                                         |
| 2006                                      | Emmanuel Collard Jean-Christophe Boullion         | Pescarolo Sport                         | Pescarolo C60-Judd                      | 6 h 01 min 06 s 782                     | Le Mans Series                                                                         |
| 2007                                      | Stéphane Sarrazin Pedro Lamy                      | Team Peugeot Total                      | Peugeot 908 HDi FAP                     | 5 h 47 min 47 s 313                     | Le Mans Series                                                                         |
| 2008                                      | Marc Gené Nicolas Minassian Jacques Villeneuve    | Team Peugeot Total                      | Peugeot 908 HDi FAP                     | 5 h 17 min 48 s 566                     | Le Mans Series                                                                         |
| 2009                                      | Christian Klien Nicolas Minassian Simon Pagenaud  | Team Peugeot Total                      | Peugeot 908 HDi FAP                     | 5 h 45 min 35 s 429                     | Le Mans Series                                                                         |
| 2010                                      | Sébastien Bourdais Pedro Lamy Simon Pagenaud      | Team Peugeot Total                      | Peugeot 908 HDi FAP                     | 6 h 00 min 39 s 012 (139 tours)         | Le Mans Series                                                                         |
| Course de 6 heures - Circuit de 7 km      |                                                   |                                         |                                         |                                         |                                                                                        |
| 2011                                      | Anthony Davidson Alexander Wurz Marc Gené         | Team Peugeot Total                      | Peugeot 908                             | 6 h 02 min 03 s 799 (161 tours)         | Le Mans Series Intercontinental Le Mans Cup                                            |
| 2012                                      | Romain Dumas Loïc Duval Marc Gené                 | Audi Sport Team Joest                   | Audi R18 Ultra                          | 6 h 00 min 22 s 708 (160 tours)         | Championnat du monde d'endurance FIA 2012                                              |
| 2013                                      | André Lotterer Benoît Tréluyer Marcel Fässler     | Audi Sport Team Joest                   | Audi R18 e-tron quattro                 | 6 h 00 min 55 s 971 (168 tours)         | Championnat du monde d'endurance FIA 2013                                              |
| 2014                                      | Anthony Davidson Nicolas Lapierre Sébastien Buemi | Toyota Racing                           | Toyota TS040 Hybrid                     | 6 h 01 min 31 s 675 (171 tours)         | Championnat du monde d'endurance FIA 2014                                              |
| 2015                                      | André Lotterer Benoît Tréluyer Marcel Fässler     | Audi Sport Team Joest                   | Audi R18 e-tron quattro                 | 6 h 01 min 08 s 896 (176 tours)         | Championnat du monde d'endurance FIA 2015                                              |
| 2016                                      | Loïc Duval Oliver Jarvis Lucas Di Grassi          | Audi Sport Team Joest                   | Audi R18                                | 6 h 00 min 32 s 112 (160 tours)         | Championnat du monde d'endurance FIA 2016                                              |
| 2017                                      | Anthony Davidson Sébastien Buemi Kazuki Nakajima  | Toyota Gazoo Racing                     | Toyota TS050 Hybrid                     | 6 h 00 min 11 s 490 (173 tours)         | Championnat du monde d'endurance FIA 2017                                              |
| 2018                                      | Fernando Alonso Sébastien Buemi Kazuki Nakajima   | Toyota Gazoo Racing                     | Toyota TS050 Hybrid                     | 6 h 00 min 50 s 702 (163 tours)         | Championnat du monde d'endurance FIA 2018-2019                                         |
| 2019                                      | Fernando Alonso Sébastien Buemi Kazuki Nakajima   | Toyota Gazoo Racing                     | Toyota TS050 Hybrid                     | 5 h 44 min 41 s 101 (133 tours)         | Championnat du monde d'endurance FIA 2018-2019                                         |
| 2020                                      | Mike Conway Kamui Kobayashi José María López      | Toyota Gazoo Racing                     | Toyota TS050 Hybrid                     | 6 h 00 min 02 s 534 (143 tours)         | Championnat du monde d'endurance FIA 2019-2020                                         |
| 2021                                      | Sébastien Buemi Kazuki Nakajima Brendon Hartley   | Toyota Gazoo Racing                     | Toyota GR010 Hybrid                     | 6 h 00 min 17 s 733 (162 tours)         | Championnat du monde d'endurance FIA 2021                                              |
| 2022                                      | Mike Conway Kamui Kobayashi José María López      | Toyota Gazoo Racing                     | Toyota GR010 Hybrid                     | 6 h 00 min 31 s 052 (103 tours)         | Championnat du monde d'endurance FIA 2022                                              |
| 2023                                      | Mike Conway Kamui Kobayashi José María López      | Toyota Gazoo Racing                     | Toyota GR010 Hybrid                     | 6 h 00 min 24 s 798 (148 tours)         | Championnat du monde d'endurance FIA 2023                                              |
| 2024                                      | Callum Ilott Will Stevens                         | Hertz Team Jota                         | Porsche 963                             | 5 h 57 min 31 s 542 (141 tours)         | Championnat du monde d'endurance FIA 2024                                              |

† - Le palmarès ci-présent ne prend pas en compte les éditions 1999, 2000, 2001 et 2002 de la manche de Spa du championnat FIA des voitures de sport disputées sur une distance de 500 km.
† - L'épreuve de 1975 était prévue sur 1 000 km, la distance a été raccourcie à 750 km le jour de la course à cause de l'approche d'une tempête.

## Records et statistiques

### Par nombre de victoires constructeurs
| Nombre de victoires | Constructeur    | Années                                         |
| ------------------- | --------------- | ---------------------------------------------- |
| 8                   | Toyota          | 2014, 2017, 2018, 2019, 2020, 2021, 2022, 2023 |
| 8                   | Porsche         | 1969, 1970, 1971, 1982, 1983, 1984, 1986, 2024 |
| 6                   | Audi            | 2003, 2004, 2012, 2013, 2015, 2016             |
| 5                   | Ferrari         | 1963, 1964, 1965, 1966, 1972                   |
| 5                   | Peugeot         | 2007, 2008, 2009, 2010, 2011                   |
| 3                   | Sauber Mercedes | 1988, 1989, 1990                               |
| 2                   | Mirage          | 1967, 1973                                     |

| Pos. | Nations     | Victoires |
| ---- | ----------- | --------- |
| 1er  | Allemagne   | 13        |
| 2e   | Japon       | 8         |
| 3e   | France      | 7         |
| 3e   | Italie      | 7         |
| 4e   | Suisse      | 3         |
| 5e   | Royaume-Uni | 2         |

### Par nombre de victoires pilotes
| Nombre de victoires | Pilote            | Années                       |
| ------------------- | ----------------- | ---------------------------- |
| 5                   | Jacky Ickx        | 1967, 1968, 1974, 1982, 1983 |
| 5                   | Sébastien Buemi   | 2014, 2017, 2018, 2019, 2021 |
| 4                   | Brian Redman      | 1968, 1969, 1970, 1972       |
| 4                   | Kazuki Nakajima   | 2017, 2018, 2019, 2021       |
| 3                   | Mauro Baldi       | 1985, 1988, 1989             |
| 3                   | Derek Bell        | 1973, 1975, 1984             |
| 3                   | Mike Conway       | 2020, 2022 - 2023            |
| 3                   | Anthony Davidson  | 2011, 2014, 2017             |
| 3                   | Marc Gené         | 2008, 2011, 2012             |
| 3                   | Kamui Kobayashi   | 2020, 2022, 2023             |
| 3                   | José María López  | 2020, 2022, 2023             |
| 3                   | Jochen Mass       | 1982, 1983, 1990             |
| 2                   | Fernando Alonso   | 2018, 2019                   |
| 2                   | Marcel Fässler    | 2013, 2015                   |
| 2                   | André Lotterer    | 2013, 2015                   |
| 2                   | Willy Mairesse    | 1963, 1965                   |
| 2                   | Nicolas Minassian | 2008, 2009                   |
| 2                   | Simon Pagenaud    | 2009, 2010                   |
| 2                   | Jo Siffert        | 1969, 1970                   |
| 2                   | Benoît Tréluyer   | 2013, 2015                   |